# Требињска шума
Требињска шума је каменити простор који се простире од Требиња до Пољица Попово. Површина простора износи 115 km², дужина 23 km и ширина 4-8 km. Дио који се простире од Дражина Дола до Хума се назива Шума а низводније до Пољица Попово - Луг. Требињска шума је крашке површине, са великим бројем затворених депресија и провалија. Ранијих година Требињска шума је важила за простор великог богатства. 
Од 2008 године, Требињска шума постаје потенцијални приједлог Просторног плана РС за заштитно подручје због свог богатог животињског и биљног свијета и очуваних архитектура кућа али због одређених проблема то још увијек није успјешно изведено. 